# Angelo Cesare Bruni
Angelo Baldassarre Cesare Bruni (Torino, 8 gennaio 1884 – Orta San Giulio, 29 settembre 1955) è stato un anatomista italiano.
I suoi principali contributi riguardano lo studio dell'istologia e delle funzioni del connettivo, l'embriologia e la morfologia delle ghiandole endocrine, e l'apparato di conduzione del cuore. Bruni sosteneva che la sostanza fondamentale dei tessuti connettivi fosse da considerare dipendente dalle cellule, che le fibre reticolari non fossero un precursore del collagene ma precise entità strutturali, che le cellule del sistema istiocitario fossero residui di cellule mesenchimali embrionali, e dimostrò l'importanza del connettivo lasso nella difesa tessutale.

## Carriera accademica
Laureatosi in Medicina nel 1907 a Torino, fu dapprima professore di anatomia degli animali domestici presso la facoltà di Veterinaria a Milano, nel 1923, e nel 1924 venne incaricato presso la Facoltà di Medicina dell'insegnamento di anatomia chirurgica.
Diventò titolare di anatomia umana normale a Parma dal 1931; fu docente di anatomia umana normale e direttore dell’Istituto di Anatomia umana di Bologna dal 1º novembre 1933 al 28 ottobre 1938, nonché incaricato di Anatomia umana presso la Facoltà di Scienze Matematiche Fisiche e Naturali dal 1º novembre 1936 al 28 ottobre 1938; in seguito fu docente a Milano dove mantenne la direzione dell'Istituto di anatomia umana normale, e contemporaneamente docente di anatomia degli animali domestici.
Nel 1950 fu preside della facoltà di Medicina e Chirurgia di Milano.